# Brandon Walker
Brandon Walker is een personage uit de soapserie Days of our Lives. De rol werd gespeeld door Matt Cedeño van 1999 tot 2003 en opnieuw van 2004 tot 2005.

## Personagebeschrijving
Brandon kwam in 1999 naar Salem om zijn jongere zus Nicole te bezoeken. Nicole was pas getrouwd met Lucas Roberts en toen hij de knappe Brandon zag dacht hij dat Nicole een affaire met hem had. Nicole maakte snel duidelijk dat Brandon haar broer was en hij werd uitgenodigd om bij hen te komen wonen in het landhuis van Victor Kiriakis.
Van zodra hij Sami Brady ontmoette was hij geïntrigeerd door haar. Hij bracht veel tijd met haar door, maar zij maakte hem duidelijk dat Austin Reed de enige man was waar zij in geïnteresseerd was. Hij hielp Sami om het hoederecht te krijgen over haar zoon Will en werd verliefd op haar. Intussen zat hij ook verwikkeld in zijn persoonlijke vete met Abe Carver. Jaren eerder had hij ontdekt dat Abe met zijn moeder Fay Walker naar bed ging en hij beschuldigde Abe ervan dat zijn vader Paul Mendez zijn gezin mishandelde. Hij spoorde de jongeman Larry op, die jaren eerder verlamd werd omdat Abe hem per ongeluk had neergeschoten, en moedigde hem aan om Abe na al die jaren te vervolgen.
Brandon trouwde met Angela Moroni om zo een tape te bemachtigen met de bekentenis op voor de moord op Franco Kelly. Hij woonde met haar samen als man en vrouw, maar hield niet van haar. Hij was er wel kapot van toen zij zijn leven, op de kroning van Greta Von Amberg, redde door voor hem in te springen en de kogel die voor hem bedoeld was op te vangen. Angela stierf in zijn armen. Sami deed erg koel tegen Brandon, maar hij bleef van haar houden.
Brandon was er voor Sami toen Austin haar leugens van jaren eerder ontdekte en haar voor het altaar liet staan. Hij werd haar beste vriend en vertrouweling. Na een korte romance met Jennifer Horton werd dit uiteindelijk meer. De plannetjes en bitterheid van Sami joegen hem echter elke keer opnieuw weg. Hij zocht troost bij Lexie Carver, die zelf ook troost zocht toen Abe haar buiten gezet had en de twee sliepen samen. Nadat Lexie zwanger werd verzoende ze zich met Abe, hoewel ze wist dat het kind van Brandon kon zijn. Hij verloofde zich nu met Sami maar op hun trouwdag kwam aan het licht dat Sami de resultaten van de vaderschapstest verwisseld had en Brandon bleek niet alleen de zoon van Abe te zijn, maar ook nog eens de vader van het kind van Lexie. Zij had echter voorzien dat Sami zoiets zou doen en had de resultaten opnieuw verwisselden Abe was de vader van haar kind. Brandon verzoende zich met Abe, de man die hij voorheen haatte en verliet Salem.
In 2004 keerde hij terug nadat Kate Roberts hem overtuigde dat ze kon helpen met zijn liefdadigheidswerk. Hoewel hij eerst hardnekkig beweerde dat hij Sami haatte gaf hij uiteindelijk toe dat hij nog steeds van haar hield. Het bleek dat het huwelijk niet geannuleerd was en dat hij nog steeds met haar getrouwd was. Hoewel Brandon Sami terug wilde zag hij dat ze nu gelukkig was met Lucas en wenste hen veel geluk samen alvorens Salem opnieuw te verlaten.
Toen Abe gezondheisproblemen kreeg keerde hij opnieuw terug. Voor hij weer wegging werd hij op een ochtend wakker in bed langs Sami. Beiden wisten niet hoe ze daar beland waren, Kate had hen gedrogeerd. Brandon vertrok onmiddellijk en liet Sami achter.